# Xolmis pyrope
Xolmis pyrope là một loài chim trong họ Tyrannidae.